# 28129 Teresummers
28129 Teresummers è un asteroide della fascia principale. Scoperto nel 1998, presenta un'orbita caratterizzata da un semiasse maggiore pari a 2,3151024 UA e da un'eccentricità di 0,0785304, inclinata di 4,23214° rispetto all'eclittica.